# Whanganui (stad)
Whanganui of Wanganui (sinds 2009 wordt door de overheid de voorkeur gegeven aan de eerste spelling) is een stad op het Noordereiland van Nieuw-Zeeland. Ze ligt aan de Tasmanzee, aan de monding van de Whanganui (rivier).

## Bezienswaardigheden
Whanganui is een van de oudste steden van Nieuw-Zeeland met victoriaanse en edwardiaanse gebouwen en kent verschillende bezienswaardigheden:
- Durie Hill War Memorial, een 66 meter hoge toren gebouwd in 1919 ter herdenking van de gesneuvelde soldaten in de Eerste Wereldoorlog met een lift naar de top.
- St. Paul's Memorial Church, een anglicaanse kerk uit de jaren 1930 gedecoreerd met Maoripatronen.[1]

## Geboren
- Nathan Dahlberg (1965-2024), wielrenner en ploegleider

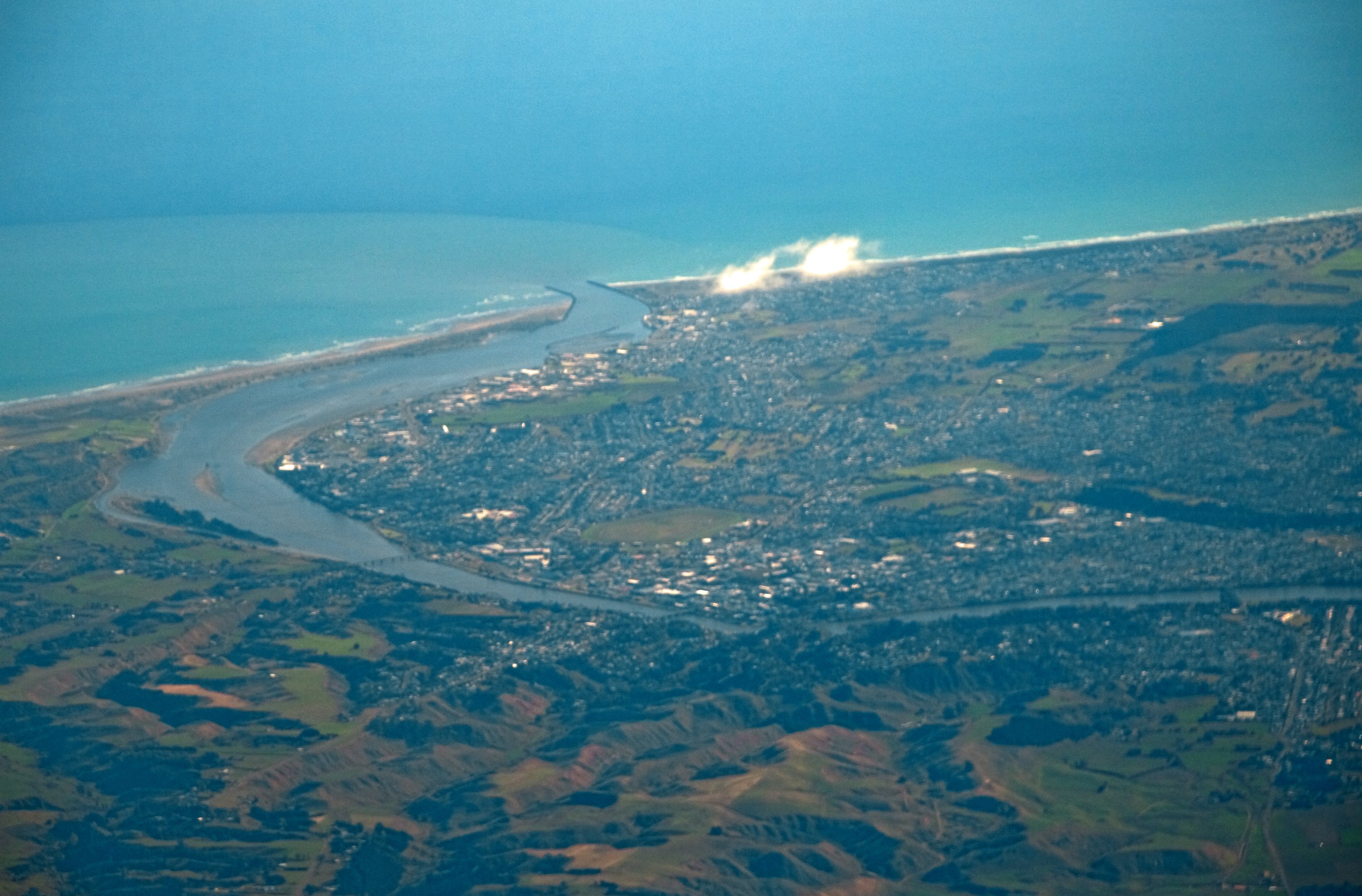
Luchtfoto van de stad